# Abbas ibn Amr al-Ghanawi
Abbas ibn Amr al-Ghanawi (arabisch العباس بن عمرو الغنوي, DMG al-ʿAbbās b. ʿAmr al-Ġanawī; † 917 in ar-Raqqa) war ein arabischer Feldherr und Statthalter im Dienst der Kalifendynastie der Abbasiden.

## Leben
Über die Herkunft von Abbas ibn Amr al-Ghanawi wird in den Quellen nichts berichtet. Möglicherweise stammte er aus der Provinz Diyar Rabia. Erstmals wird er als Militärführer des Abbasiden-Kalifen al-Mu'tadid bi-'llah im Jahr 899 erwähnt, als er gegen Angehörige des Stammes der Banu Shayban in al-Anbar und anschließend gegen andere arabische Stammeskrieger im Südirak kämpfte. Im folgenden Jahr wurde er vom Kalifen zum Statthalter von Bahrain und al-Yamama ernannt, doch standen diese Gebiete damals nicht vollständig unter Kontrolle der abbasidischen Regierung. Abbas sollte den Karmaten-Führer Abū Saʿīd al-Dschannābī bekriegen und ihn aus der Region vertreiben. Da die Karmaten schon größere Teile Bahrains erobert hatten, rekrutierte Abbas für seine Armee neben regulären Soldaten auch Beduinen-Kämpfer sowie Freiwillige und brach von Basra gegen die Karmaten auf. Die folgenden militärischen Ereignisse werden vor allem vom persischen Historiker at-Tabarī ausführlich beschrieben. Demnach kam es Ende Juli 900 zwischen den verfeindeten Parteien an einem Salzsee in der Wüste, zwei Tagesreisen von al-Qatīf entfernt, zunächst zu einer unentschiedenen Schlacht. Daraufhin verließen die Beduinen und Freiwilligen von Abbas’ Heer die Kampfzone und machten sich auf den Heimweg. Am nächsten Tag focht Abbas mit den Resten seiner Armee erneut gegen die Truppen der Karmaten, wurde aber geschlagen und musste sich mit etwa 700 seiner Soldaten ergeben. Die Karmaten töteten alle Gefangenen und ließen nur Abbas am Leben, der von ihnen den Auftrag erhielt, den Kalifen vor weiteren Feldzügen gegen sie zu warnen.
Im Jahr 902 diente Abbas als Kommandant in der Provinz Fars unter dem Oberfeldherrn Badr al-Mu'tadidi. Als dieser beim neuen Kalifen al-Muktafi in Ungnade fiel, gehörte Abbas zu jenen Befehlshabern, die auf Befehl des Kalifen von ihrem Oberfeldherrn abfielen. Dann verwaltete er 908/909 die Städte Ghom und Kaschan. 914/915 gehörte er wohl der Armee des abbasidischen Heerführers Mu'nis al-Muzaffar an, dem die Verteidigung Ägyptens gegen einen Angriff der Fatimiden übertragen worden war. Zuletzt war er Präfekt der Provinz Diyar Mudar mit Sitz in ar-Raqqa, wo er 917 starb.